# HLA-B54
HLA-B54 هو نمط مصلي من مستضد الكريات البيضاء البشرية-ب.

## انظر ايضًا
- التوفيق الجيني